# 国民統一放送
国民統一放送 (こくみんとういつほうそう、朝:국민통일방송、英:National Unity Broadcasting) は、韓国の民間団体が行っている対北放送の一つ。

## 概説
国民統一放送は北朝鮮住民に国内外のニュースや政治、経済、社会、文化など多様な番組を提供する民間放送である。放送言語は朝鮮語のみである。
ニュース、人権、民主主義、市場経済など北朝鮮市民教育プログラムを提供している。また、北朝鮮専門インターネット新聞DailyNKと協力して南北朝鮮住民と国際社会に最も速く正確な北朝鮮ニュースを提供している。

## 周波数
| 放送時間(KST) | 周波数  |
| ------------- | ------- |
| 20:00-22:00   | 7235kHz |
| 06:00-07:00   | 5900kHz |

※韓国標準時＝UTC+9
- 短波では200kwで送信されている
- 周波数は2023年現在

## 住所
04-018　大韓民国ソウル特別市麻浦区東橋路59ペヨンビル3階国民統一放送